# Арбео фон Фрайзинг
Арбео фон Фрайзинг (на немски: Arbeo von Freising, Aribo von Freising, Arbo von Freising; * 723 или по-рано, Меран, † 4 май 784) е епископ на Фрайзинг в Бавария от 764 до 784 г.

## Биография
Арбео принадлежи към древния род Хуоси или Арибони. Той влиза в Бенедиктинския орден и учи в латинското училище. Става нотар при епископ Йозеф от Верона във Фрайзинг, през 763 абат на новооснования манастир Шарниц. През 764 г. последва епископ Йозеф от Фрайзинг. Той ръководи основаването на три манастира през 762, 769 и 779 г. Основател е и на катедралната библиотека Фрайзинг.
Арбео е най-старият писател на баварското племе, пише житиетата на Св. Емерам († 652) и на Св. Корбиниан († 724/730) и вероятно речника Codex Abrogans.
Арбео е погребан във Фрайзинг. Католическата църква го чества на 4 май.

## Произведения
- Arbeonis episcopi Frisingensis vitae sanctorum Haimhrammi et Corbiniani (Arbeos, des Bischofs von Freising, Viten der Heiligen Emmeram und Korbinian). Herausgegeben von Bruno Krusch in MGH SS. rer. Germ. 13, Hannover 1920. (Digitalisat)
- Abrogans im Handschriftencensus
- Digital-Faksimile der Abrogans-Handschrift Архив на оригинала от 2020-05-26 в Wayback Machine. (Cod. Sang. 911) in der digitalen Stiftsbibliothek St. Gallen Codices Electronici Sangallenses (CESG) Архив на оригинала от 2007-09-11 в Wayback Machine.